# Олимпийский парк хоккея на траве (Сидней)
Сиднейский Олимпийский парк хоккея на траве (англ. Sydney Olympic Park Hockey Centre), также известный как Центр штата Новый Южный Уэльс по хоккею на траве (англ. State Hockey Centre of New South Wales) — мультиспортивный стадион, расположенный в австралийском Сиднее. Построен в 1998 году как часть Сиднейского олимпийского парка; в 2000 году на этом стадионе проводились соревнования по хоккею на траве в рамках Олимпиады. Вместимость составляет 8 тысяч человек (в том числе 4 тысячи сидячих места); благодаря временным трибунам на время Олимпиады вместимость в 2000 году была расширена до 15 тысяч.

## Использование

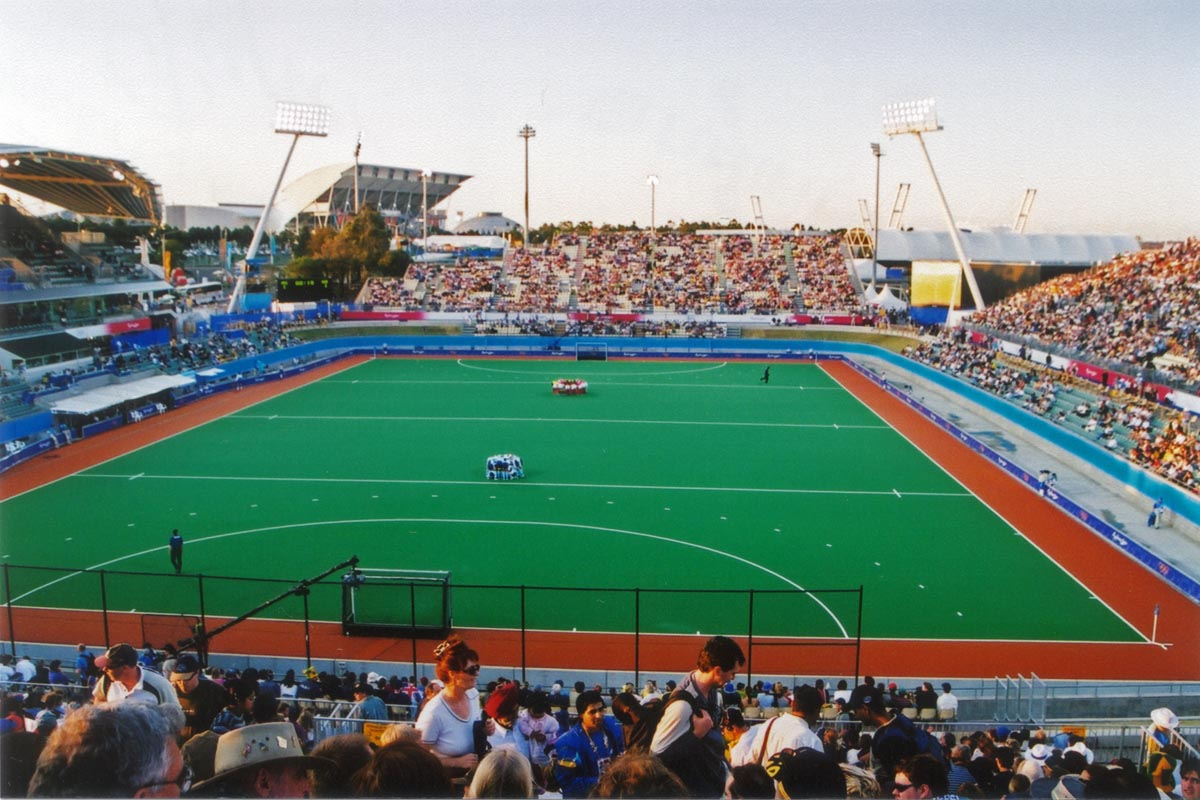
Олимпийский парк по хоккею на траве во время Олимпиады 2000 года

Данный стадион используется, прежде всего, для матчей по хоккею на траве командами Нового Южного Уэльса (ассоциация штата по хоккею на траве использует стадион в качестве центра). В полупрофессиональной Австралийской лиге хоккея на траве выступают две команды Нового Южного Уэльса: мужская «Уаратаз» и женская «Эрроуз». В 2000 году стадион принимал Олимпиаду: мужская сборная Австралии стала бронзовым призёром, а женская выиграла третью золотую медаль подряд.
Во время летней Паралимпиады 2000 года здесь прошли турниры по футболу 5x5 и 7x7. Также в разное время проводились встречи по таким видам спорта, как американский или канадский футбол, тач-регби, тэг-регби и лякросс. Стадион арендуется иногда школами.

## Структура
Стадион включает два поля: тренировочное и основное. Покрытие — синтетическое типа POLIGRAS Olympia 2008, содержит полиэтиленовую пряжу для повышения прочности, устойчивости к ультрафиолетовому излучению, оптимального отскока мяча от поверхности и сниженной потребности в воде. Основу покрытия составляют полностью переработанная резина, используемая для эластичных слоёв, и пряжа без тяжёлых металлов для игровой поверхности. Воды используется на 30-40% меньше, чем в других аналогичных синтетических газонах.
Габариты — 91,44 м длина, 54,86 м ширина. Главная трибуна вмещает 1500 человек (проект Ancher Mortlock Wooley), есть крыша в виде паруса на высоте 25 м над землёй, поддерживаемая мачтой высотой 41 м, что позволяет зрителям наблюдать за матчем, не отвлекаясь ни на мгновение. Есть конференц-зал (Уарата) с выходом на игровое поле и лаунж-зал Eva Redfren с выходом на тренировочное поле. Также на стадионе есть раздевалки, комната для судей и комната для медицинского осмотра и допинг-тестов. Во время турниров открыты киоск и торговая точка; до стадиона добраться можно автобусом, поездом, паромом и автомобилем.